# 兵庫県道505号新宮林田線
兵庫県道505号新宮林田線（ひょうごけんどう505ごう しんぐうはやしだせん）は、兵庫県たつの市から姫路市に至る一般県道である。

## 概要
たつの市新宮町井野原から姫路市林田町六九谷に至る。

### 路線データ
- 起点：兵庫県たつの市新宮町井野原（井野原交差点、国道179号交点）
- 終点：兵庫県姫路市林田町六九谷（国道29号交点）

## 路線状況

### 道路施設

#### 橋梁
- 曽我井橋（揖保川、たつの市）

## 地理

### 通過する自治体
- 兵庫県
  - たつの市 - 姫路市

### 交差する道路
| 交差する道路 | 市町村名 | 交差する場所 | 交差する場所        |
| ------------ | -------- | ------------ | ------------------- |
| 国道179号    | たつの市 | 新宮町井野原 | 井野原交差点 / 起点 |
| 国道29号     | 姫路市   | 林田町六九谷 | 終点                |

### 交差する鉄道
- 姫新線

### 沿線
- 揖保川